# تورونیک
تورونیک (به ارمنی: Տորունիք) یک سکونتگاه مسکونی در ارمنستان است که در استان سیونیک واقع شده‌است. تورونیک در ۱۱۷ کیلومتری شمال غرب کاپان، مرکز استان سیونیک واقع شده است.

## خصوصیات
تورونیک ۱۸٫۶۱ کیلومترمربع مساحت و ۱۲۰ نفر جمعیت دارد و در ارتفاع ۱۸۰۰  متر بالاتر از سطح دریا قرار گرفته است.